# Autobahn A9 (Schweiz)
Die Schweizer Autobahn A9 und Autostrasse A9, im Wallis auch als Rhoneautobahn bezeichnet, führt von Ballaigues über Lausanne, Vevey und Sitten nach Brig-Glis. Sie ist Teil der Nationalstrasse 9, die von Le Creux (Gemeinde Vallorbe) an der französischen Grenze bis nach Gondo an der italienischen Grenze führt. 
Die A9 ist Teil der kürzesten alpenquerenden Verbindung zwischen den französischen und italienischen Metropolen Dijon und Mailand; sie ist zudem Zubringer zu bedeutenden Schweizer Tourismusdestinationen wie Montreux, Verbier, Crans-Montana, Zermatt und Saas-Fee.

## Verlauf und Ausbau
Die A9 beginnt im Jura und endet in den Alpen. Sie beginnt als Autostrasse auf rund 800 m ü. M. und führt durchs Tal der Orbe in die Orbe-Ebene, wo sie als Autobahn auf die A1 trifft. Bei Lausanne trennen sich die Autobahnen; die A9 führt nach Osten nördlich um die Stadt herum. Hoch über dem Genfersee führt sie im Lavaux bis Vevey, wo die A12 nach Norden abgeht. Am Berg oberhalb von Montreux entlang geht es ins Rhonetal, wo bei Villeneuve VD mit rund 380 m ü. M. der tiefste Punkt der Strecke liegt. Bei St-Maurice quert sie erstmal die Rhone und wechselt somit vom Kanton Waadt in den Kanton Wallis. Als Hauptverkehrsachse für den Strassenverkehr im Wallis führt sie im Talboden das ganze Rhonetal hoch bis kurz vor Brig. Ab Glis windet sich die Strasse als Autostrasse über den Simplonpass und geht auf rund 900 m ü. M. in die Hauptstrasse 9 über, die ab dort Teil der Nationalstrasse 9 (Nationalstrasse 3. Klasse) ist.
Entlang der ganzen Strecke mussten zahlreiche Kunstbauten erstellt werden. Dazu zählen viele Tunnel, vor allem im Oberwallis und am Genfersee. Landschaftsprägend ist der Viadukt oberhalb des Schlosses Chillon.
Die Strecke Siders–Gamsen, von der mehr als die Hälfte unterirdisch verläuft, ist noch im Bau. Dieser 31 Kilometer lange Streckenabschnitt wird 2,27 Milliarden Franken kosten und zu 4 % vom Kanton Wallis und zu 96 % vom Bund finanziert. Das gesamte Oberwalliser Teilstück soll wegen etlichen Verzögerungen nach 2030 (Pfynwald) betriebsbereit sein.
Eine für Planung und Bau besonders aufwändige Strecke bildete die Südumfahrung von Visp. Der östliche Teil mit dem 4,2 Kilometer langen Eyholztunnel, dem längsten Tunnel der A9, wurde im April 2018 eröffnet. Der westliche Teil mit dem Tunnel Visp, der durch den Ausbau des bestehenden Vispertaltunnels entstand, wurde am 24. Juni 2025 in Betrieb genommen. Zwischen dem Tunnel Visp und dem Eyholztunnel überquert die Autobahn auf den parallelen Staldbachbrücken die Vispa. Die Umfahrung von Visp hat drei Anschlusswerke, das ausgedehnte Verzweigungssystem «Visp West» im Gebiet Schwarzer Graben, «Visp Süd» an der Vispertalerstrasse mit unterirdischen Verzweigungskavernen sowie «Visp Ost» im Gebiet der Stadtgemeinde Brig-Glis. Der Abschnitt Raron–Visp soll im Herbst 2025 eröffnet werden und 2026 soll der Abschnitt Gampel–Raron folgen.

## Unfälle (Auswahl)
- Am 13. August 1995 wurde die damalige Autobahn N9 bei Villeneuve kurz vor Mitternacht durch einen Erdrutsch verschüttet, der durch heftige Gewitterregen ausgelöst wurde. Zehn Autos und ein Motorrad wurden teilweise verschüttet. Acht Personen wurden mit leichten Verletzungen nach Montreux ins Spital gebracht. Der betroffene Abschnitt blieb für mehrere Tage gesperrt.[7]

- Am 13. März 2012 gegen 21:15 Uhr ereignete sich in einem Tunnelabschnitt in Siders ein Busunglück, bei dem 28 Menschen starben, darunter 22 Kinder.[8][9]

## Bilder

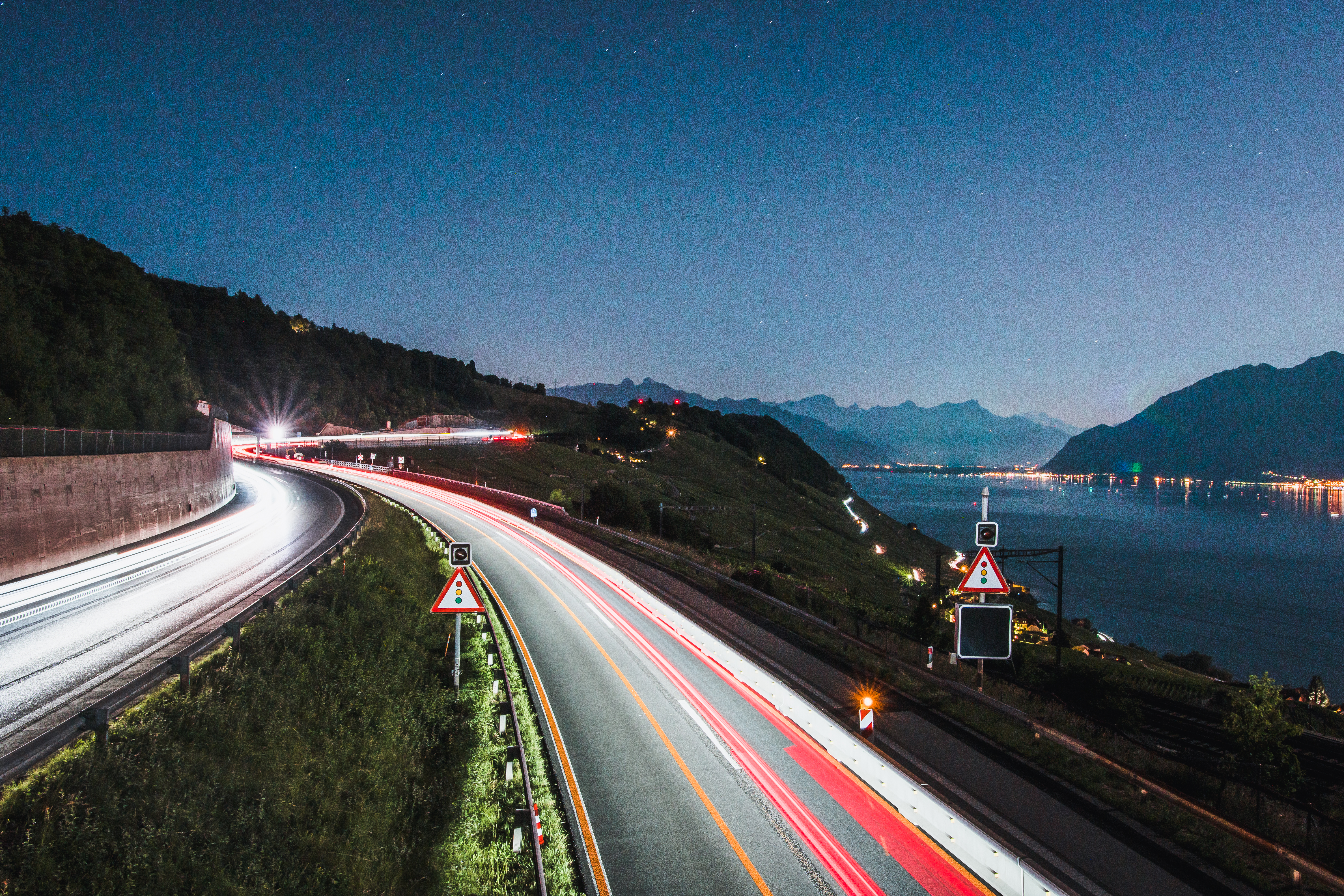
A9 in Lavaux (2022)
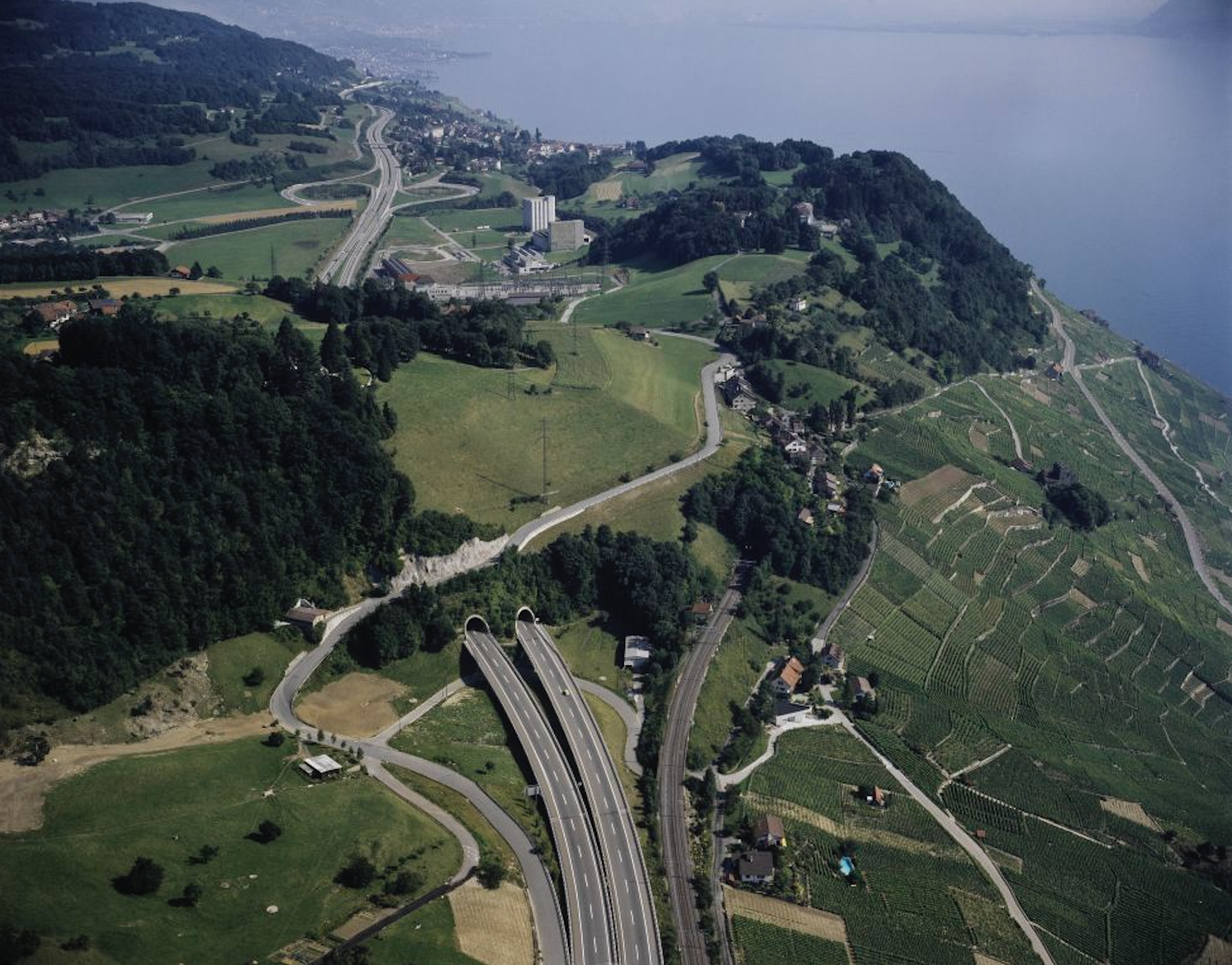
Flonzaleytunnel (1980)
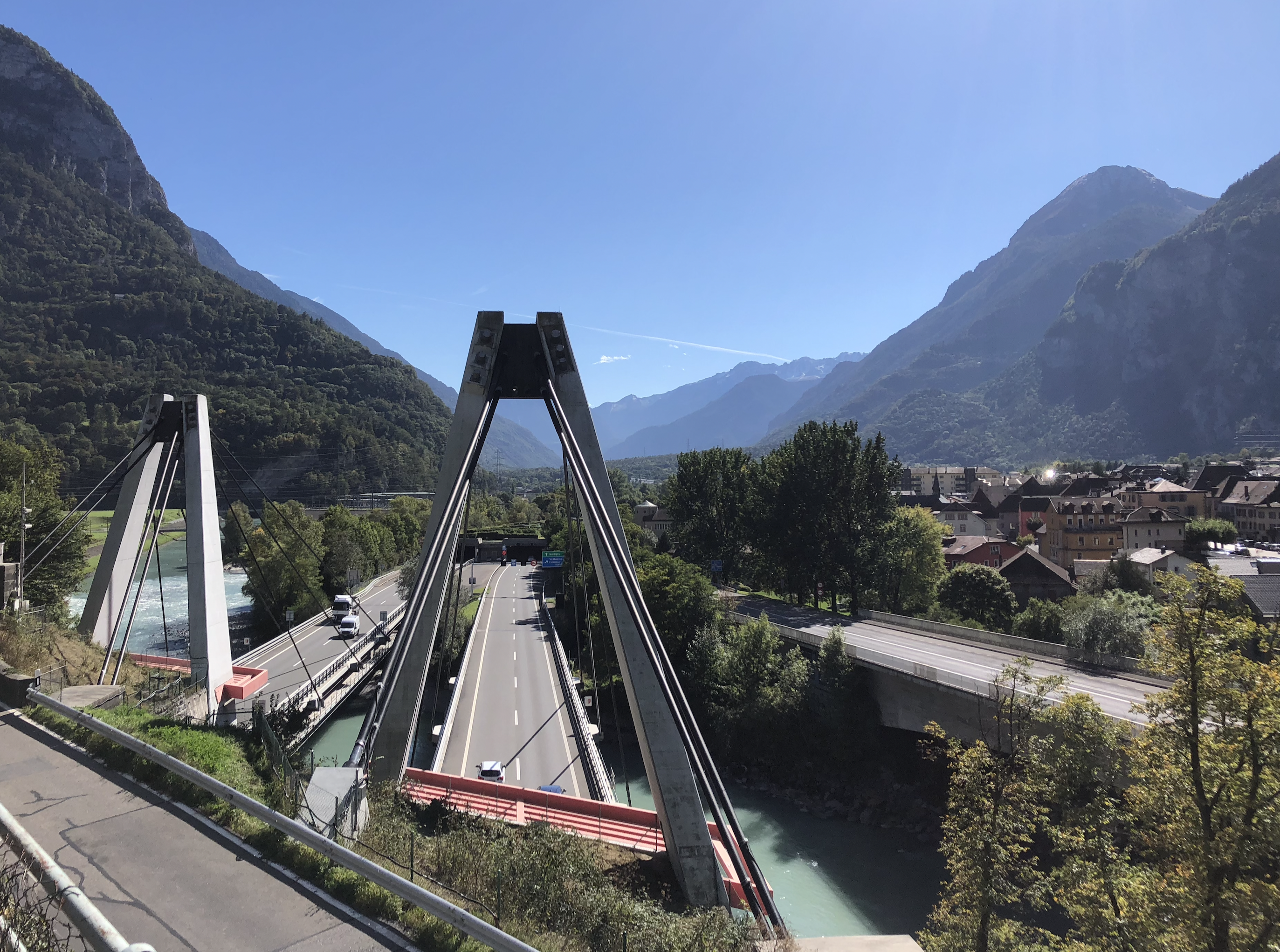
Brücke bei Saint-Maurice (2022)
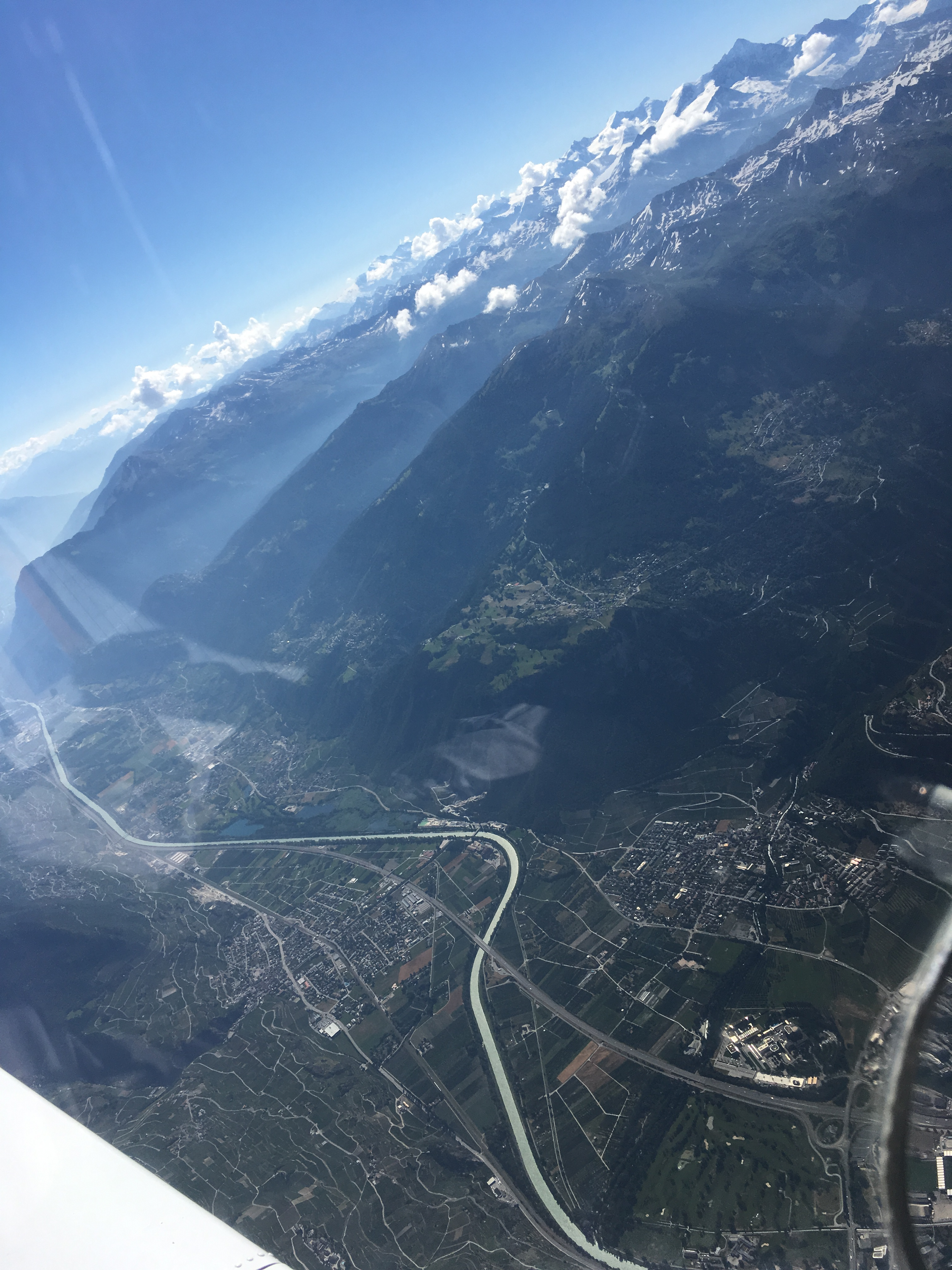
A9 und Rhone bei Sitten (2018)
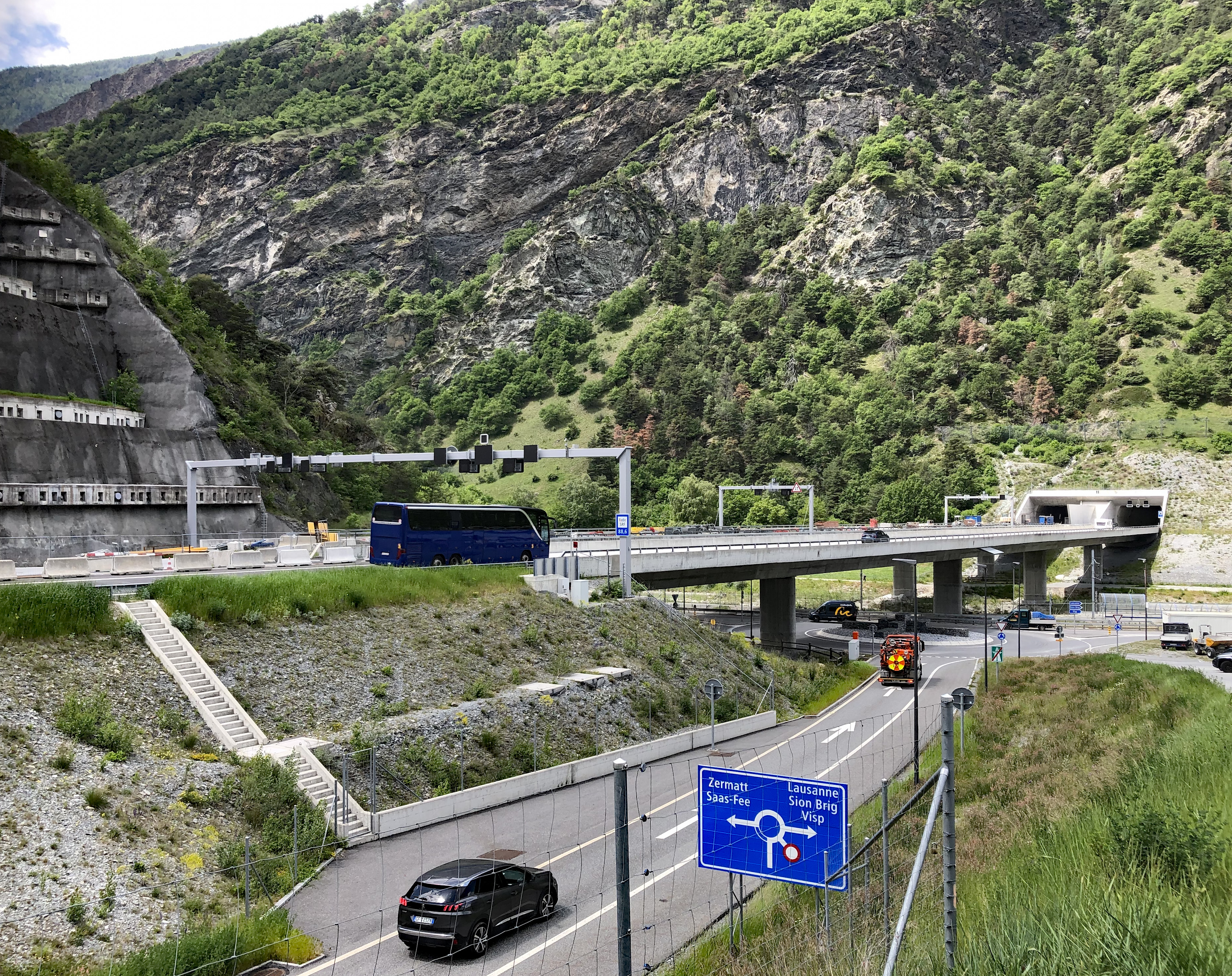
Umfahrung Visp (2023)